# Мангри Великих Антильських островів
Мангри Великих Антильських островів (ідентифікатор WWF: NT1410) — неотропічний екорегіон мангрових лісів, розташований на Карибах.

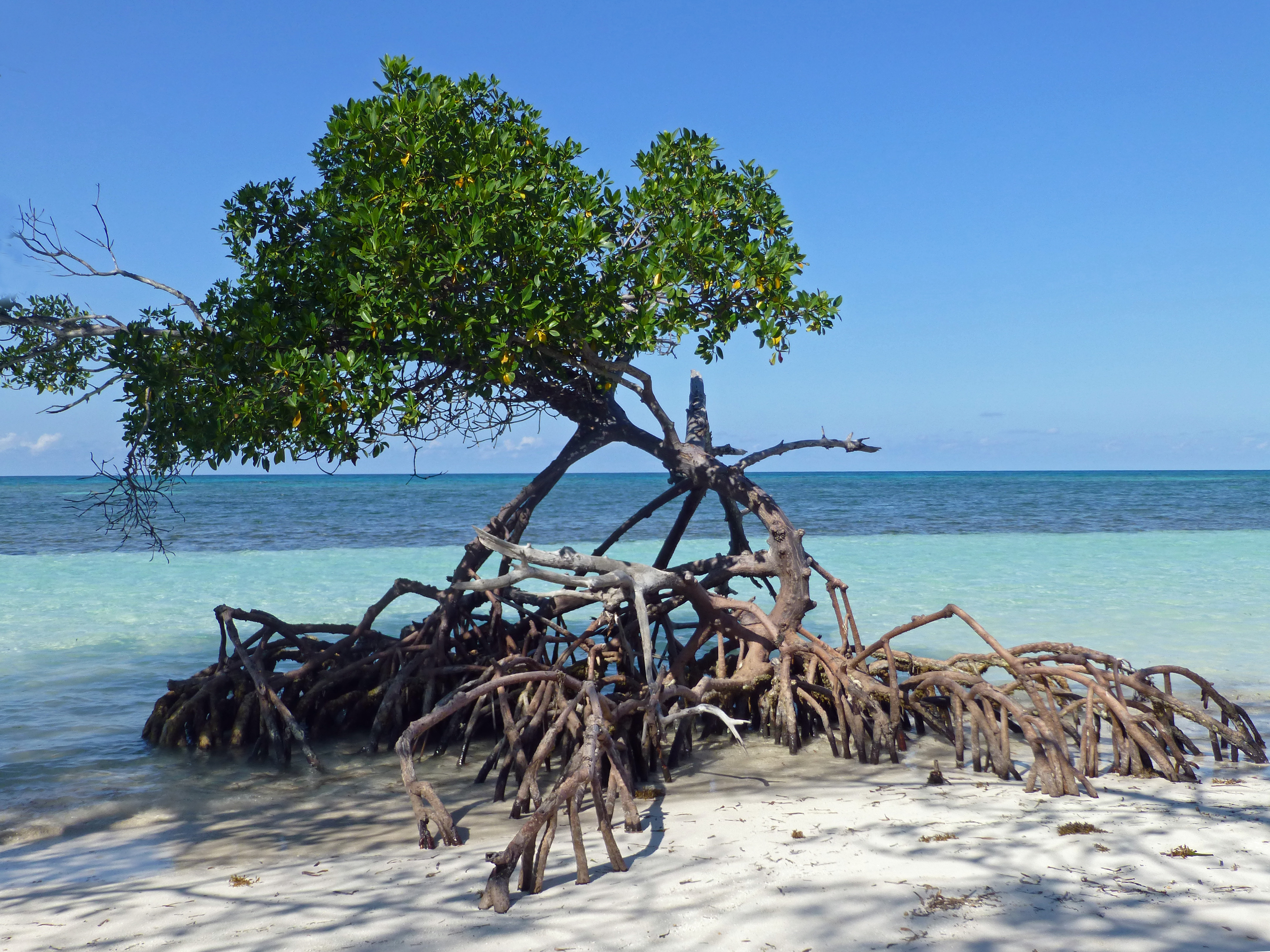
Мангри біля узбережжя Куби

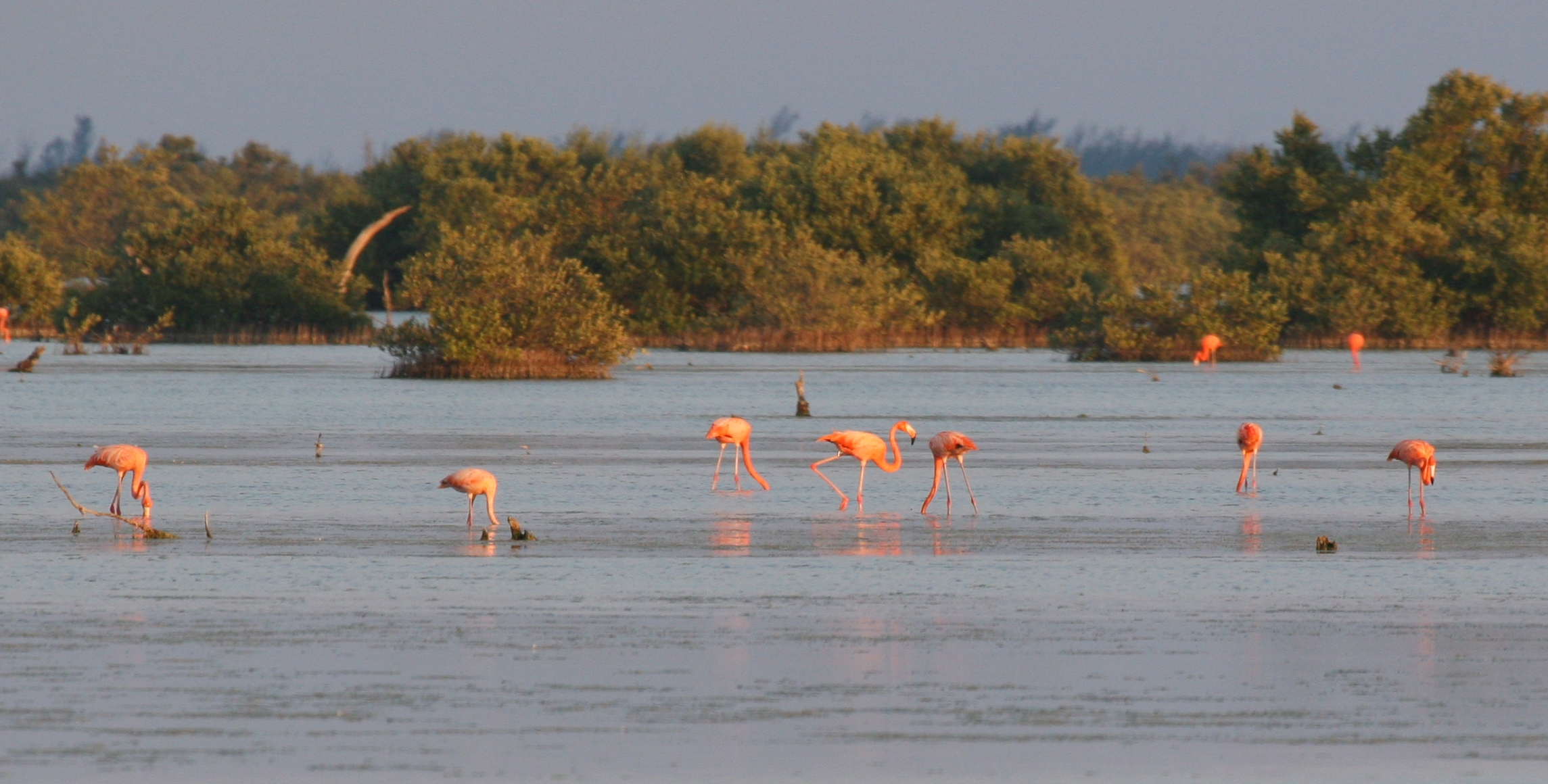
Червоні фламінго у мілководній лагуні біля узбережжя Куби

## Географія
Екорегіон мангрів Великих Антильських островів розташований на Великих Антильських островах — західній частині Антильського архіпелагу, розташованій на півночі Карибського моря. На заході Великих Антильських островів лежить Куба — найбільший острів Карибів, витягнутий із заходу на схід на 1250 км. Біля узбережжя Куби розташований острів Ісла-де-ла-Хувентуд та багато невеликих коралових острівців, згрупованих у чотири архіпелаги — Колорадос, Канарреос, Сабана-Камагуей та Хардінес-де-ла-Рейна. На схід від Куби лежть Гаїті або Еспаньйола — другий за площею острів Карибів, розділений між Республікою Гаїті та Домініканською Республікою. На південь від Куби та на захід від Гаїті розташований острів Ямайка, а на схід від Гаїті — острів Пуерто-Рико. На захід від Ямайки розташований невеликий архіпелаг Кайманові острови, що складається з трьох острівців: Великого Кайману, Малого Кайману та Кайман-Браку. Загалом мангрові зарості охоплюють 5569 км² території Куби, або 4,8 % площі країни, 134 км² території Гаїті, 325 км² території Домініканської Республіки та 106 км² території Ямайки.
Мангри Великих Антильських островів представлені як невисокими чагарниками, поширеними на відкритому узбережжі, так і добре розвиненими лісами висотою до 25 м, поширеними в гирлах річок. Їх структура залежить від кількості опадів, надходження прісної води з річкових і підземних водних систем, діапазону припливів, рівня солоності, ступеня захисту берегової лінії від високих хвиль, накопичення дрібнозернистих відкладів та локальних умов у різних прибережних частинах островів регіону. Поширення мангрових заростей часто обмежене відсутністю великих річок, тому більшість з них зустрічаються на прибережних мілинах, які регулярно затоплюються солоною морською водою під час припливів. Середній діапазон припливів в регіоні становить 0,34 м.

## Клімат
В межах екорегіону переважає тропічний клімат. Влітку та восени в регіоні триває сезон дощів, під час якого часто трапляються урагани та тропічні шторми. Середньорічна кількість опадів в регіоні коливається від 800 мм на Ямайці до понад 5000 мм на Пуерто-Рико.

## Флора
Залежно від місцевих умов, різноманітні мангрові угруповання можуть бути частиною складної мозаїки різноманітних наземних та морських екосистем, таких як заболочені ліси та луки, торф'яні та осокові болота, прибережні зарості та ліси, зарості водної рослинності та прибережні дюни, а також коралові рифи та луки морської трави. Мангрові зарості, що ростуть в мілководних лагунах, ізольованих від моря піщаними бар'єрами, зазвичай пов'язані з різноманітною болотною рослинністю, а мангри, поширені уздовж скелястого узбережжя, зазвичай асоціюються з рифами та луками морської трави. Хоча мангрові зарості, як правило, ростуть на піщаних та інших дрібнозернистих відкладах, у затоці Діскавері на Ямайці мангри ростуть на вапняковому субстраті. Там вони підтримують великі угруповання водоростей, молюсків та інших рослин і тварин, які прикріплюються до коріння мангрових дерев.
В межах екорегіону домінують чотири види мангрових дерев — червоні мангри (Rhizophora mangle), чорні мангри (Avicennia germinans), білі мангри (Laguncularia racemosa) та прямі конусоплідні мангри (Conocarpus erectus). Як правило, мангрові ліси демонструють зональність або сукцесію. На морському узбережжі та на окраїнах лагун переважають червоні мангри (R. mangle), за ними ростуть чорні мангри (A. germinans) та білі мангри (L. racemosa), а в районах, де більш відчутний вплив прісної води, — прямі конусоплідні мангри (C. erectus). Поблизу мангрових заростей часто можна зустріти луки морської трави, на яких домінує черепахова морська трава (Thalassia testudinum). Серед інших видів, що зустрічаються в манграх екорегіону, слід відзначити приморський батіс (Batis maritima), приморську дальбергію (Dalbergia ecastaphyllum), мангрову папороть (Acrostichum aureum) та різні види буціди (Bucida spp.).

## Фауна
Прибережні мангрові зарості разом із сусідніми кораловими рифами та заростями морської трави часто утворюють дуже різноманітну та структурно складну екосистему, в якій рифи діють як бар'єр, що захищає луки та мангрові зарості від руйнівних хвиль та сильних прибережних течій, характерних для Карибського регіону. Мангри та луки, у свою чергу, забезпечують їжу та середовище існування для багатьох риб, безхребетних та інших тварин, що живуть серед рифів. У Ла-Паркері на південному заході Пуерто-Рико у припливних каналах між манграми ростуть великі ділянки луків, на яких домінує черепахова морська трава (Thalassia testudinum). Серед морських тварин, що зустрічаються в цій місцевості, слід відзначити медузу карибську кассіопею (Cassiopea frondosa), вест-індійську морську зірку (Oreaster reticulatus) та мексиканський морський огірок (Holothuria mexicana).
Мангри екорегіону є важливим середовищем існування для багатьох водоплавних та коловодних птахів, багато з яких щороку мігрують на Кариби. Серед поширених в екорегіоні птахів слід відзначити кубинського свистача (Dendrocygna arborea), карибського голуба (Patagioenas leucocephala), мангрового кукліло (Coccyzus minor), водяну курочку (Gallinula chloropus), узбережного пастушка (Rallus crepitans), зелену чаплю (Butorides virescens), мангрову чаплю (Butorides striata), північну чаплю (Ardea herodias), єгипетську чаплю (Ardea ibis), блакитну чепуру (Egretta caerulea), рудошию чепуру (Egretta rufescens), американську чепуру (Egretta thula), американського бугайчика (Ixobrychus exilis), звичайного квака (Nycticorax nycticorax), чорногорлого квака (Nyctanassa violacea), рожевого косаря (Platalea ajaja), червоного фламінго (Phoenicopterus ruber), міктерію (Mycteria americana), плямистого набережника (Actitis macularia), рябодзьобу пірникозу (Podilymbus podiceps), північного рибалочку-чубаня (Megaceryle alcyon), карибську еленію (Elaenia martinica), карибського піві (Contopus caribaeus), чорновусого віреона (Vireo altiloquus), золотистого пісняра-лісовика (Setophaga petechia), річкового смугастовольця (Parkesia noveboracensis), антильського гракла (Quiscalus niger) та церебу (Coereba flaveola). Майже ендемічними представниками регіону є кубинські канюки-крабоїди (Buteogallus gundlachii) та кубинські вівсянки (Torreornis inexpectata), поширені в прибережних районах Куби.
Серед поширених в екорегіоні ссавців слід відзначити низку видів рукокрилих, а також кубинських хутій (Capromys pilorides) — великих гризунів, найбільших представників підродини хутієвих (Capromyinae), які є ендеміками Куби. У мангрових лісах, поширених на невеликих острівцях біля узбережжя Куби, зустрічаються ендемічні вухаті хутії (Mesocapromys auritus), сан-феліпські хутії (Mesocapromys sanfelipensis) та хутії Кабрери (Mesocapromys angelcabrerai). Також у мангрових заростях екорегіону зустрічаються американські ламантини (Trichechus manatus), які пасуться на луках морської трави. Серед поширених в екорегіоні плазунів слід відзначити гострорилих крокодилів (Crocodylus acutus) та дуже рідкісних кубинських крокодилів (Crocodylus rhombifer).

## Збереження
Основними загрозами для збереження природи регіону є вирубка мангрових лісів заради деревини, дрів та деревного вугілля, а також вилов креветок, омарів, устриць та риб. Кору мангрових дерев використовують для отримання дубильних речовин, а на крокодилів полюють заради шкіри. Серед інших екологічних проблем, що впливають на мангрові екосистеми, слід відзначити розвиток портів та туристичної інфраструктури у прибережних районах, розширення сільськогосподарських угідь та поселень, що збільшує осадонакопичення, скидання шахтних, промислових та побутових відходів, а також будівництво дамб на річках, що зменшує надходження прісної води. Зміни клімату, які можуть призвести до підвищення рівня моря, затоплення низинних районів та збільшення активності ураганів, також викликають занепокоєння.
Загалом близько 30,5 % площі екорегіону є заповідними територіями. Основними природоохоронними територіями екорегіону є Національний парк Сьєнага-де-Сапата та Біосферний заповідник Сьєнага-де-Сапата на Кубі, Природний заповідник Кауане та Заповідну зону Трьох заток на Гаїті, Національний парк Лос-Гаїтіс у Домініканській Республіці, а також Державний ліс Піньйонес та Природний заповідник Баїя-де-Хобос на Пуерто-Рико.